# Vaccine Research Center
Le Dale and Betty Bumpers Vaccine Research Center, plus connu sous le nom de Vaccine Research Center (VRC), est une division interne du National Institute of Allergy and Infectious Diseases, l'un des National Institutes of Health de États-Unis. La mission du VRC est de «mener des recherches pour faciliter le développement de vaccins efficaces contre les maladies humaines. Son principal axe de recherche est le développement de vaccins contre le SIDA, mais le VRC travaille également au développement de vaccins contre le virus Ebola et le virus de Marburg, ainsi que sur des solutions thérapeutiques à base d'anticorps contre le SARS-CoV-2 (le virus responsable du COVID-19).

## Histoire
Le VRC porte le nom de l'ancien gouverneur de l'Arkansas Dale Bumpers et de son épouse Betty Flanagan Bumpers, connus pour leurs campagnes de promotion de vaccination des enfants. Le centre fut inauguré sous la présidence de Bill Clinton, lui-même ancien gouverneur de l'Arkansas.
En 1999, Gary Nabel fut nommé premier directeur du centre par la secrétaire à la Santé américain Donna E. Shalala et demeura directeur jusqu'en 2012. Le VRC est à présent dirigé par John R. Mascola.

## Projets

### VIH
En juillet 2010, une collaboration entre le National Institute of Allergy and Infectious Diseases et les responsables du Vaccine Research Center a démontré que deux anticorps anti-VIH humains, nommés VRC01 et VRC03, pouvaient potentiellement être utilisés contre un large éventail de mutations du VIH pour la conception d'un vaccin préventif contre le VIH à usage humain, ainsi que pour la composition de meilleurs cocktails de médicaments de thérapie antirétrovirale. Cette découverte, qui pourrait s'avérer décisive dans la recherche d'un vaccin contre le SIDA, mais nécessite cependant des études complémentaires.

### Ebola
En 2016, les efforts de recherche menés par le Dr Nancy Sullivan au Vaccine Research Center et le Dr JJ Muyembe-Tamfum de l'Institut National de Recherche Biomédicale (INRB) en République démocratique du Congo ont abouti à la découverte d'un anticorps monoclonal, mAb114, chez un survivant de l'épidémie de maladie à virus Ebola de Kikwit en 1995,. mAb114 est une thérapie à base d'anticorps monoclonaux qui est en phase d’évaluation comme traitement de la maladie à virus Ebola et a démontré un grand succès en abaissant le taux de mortalité de 70% à environ 34% lors de l'épidémie de virus Ebola Kivu en 2018-2020. En août 2019, les autorités sanitaires congolaises, l'Organisation mondiale de la santé et les National Institutes of Health des États-Unis ont favorisé l'utilisation du mAb114, aux côtés d'un traitement similaire produit par Regeneron, par rapport à d'autres traitements entraînant des taux de mortalité plus élevés, après avoir mis fin aux essais cliniques pendant l'épidémie,.

## Organisation
Le Vaccine Research Center dispose de plusieurs laboratoires de recherche (actuellement: Pathogenèse Virale, Virologie, et Immunologie), de départements de recherche (Immunologie humorale, Biologie structurelle, Immunologie humaine, Immuno-technologie, Immunologie cellulaire, et Recherche en biodéfense) ainsi que divers programmes (recherche translationnelle, production de vaccins, et essais cliniques).